# حادثة المقطورة (جباليا)
حادثة جباليا أو حادثة المقطورة الشهيرة كما يطلق عليها الفلسطينيون حدثت بتايخ 8/12/1987 وهي تلك الحادثة التي أشعلت الإنتفاضة الفلسطينية الأولى(انتفاضة الحجارة) وقعت هذه الحادثة على معبر بيت حانون (إيرز) حيث صدمت شاحنة صهيونية سيارة تقل ستة عمال فلسطينيين من بلدة جباليا، فقتلت وأصابت جميع من في السيارة، واعتبرت هذه الحادثة بأنها عمل متعمد بهدف القتل مما أثار الشارع الفلسطيني ؛ خاصة أن الحادثة جاءت بعد سلسلة من الإستفزازات الإسرائيلية التي استهدفت كرامة الشباب الفلسطيني؛ خاصة طلاب الجامعات الذين كانوا دائما في حالة من الإستنفار والمواجهة شبه اليومية مع قوات الاحتلال وقد خرجت على إثر حادثة السير المتعمدة هذه مسيرة عفوية غاضبة في (جباليا) أدت إلى سقوط شهيد وعدد من الجرحى.
اجتمع قادة الإخوان المسلمين في قطاع غزة وعلى رأسهم الرنتيسي على إثر ذلك، وتدارسوا الأمر، واتخذوا قرارا مهما يقضي بإشعال انتفاضة في قطاع غزة ضد الإحتلال الصهيوني. وتم اتخاذ ذلك القرار التاريخي في ليلة التاسع من ديسمبر 1987، وتقرر الإعلان عن “حركة المقاومة الإسلامية” كعنوان للعمل الانتفاضي الذي يمثل الحركة الإسلامية في فلسطين، وصدر البيان الأول موقعا بـ “ح.م.س”. هذا البيان التاريخي الذي أعلن بداية الإنتفاضة والذي كتب لها أن تغير وجه التاريخ، وبدأت الانتفاضة وانطلقت من المساجد، واستجاب الناس، وبدأ الشعب الفلسطيني مرحلة من أفضل مراحل جهاده.

## أسماء شهداء حادثة المقطورة
- الشهيد عصام أبو الفتح حمودة ( 29 عاما ) من جباليا[3]
- الشهيد شعبان سعيد نبهان ( 26 عاما ) من جباليا[3]
- الشهيد طالب محمد عبد الله أبو زيد (46) من مخيم المغازي [3]
- الشهيد علي محمود إسماعيل (25) من مخيم المغازي[3]